# Вілфрід Тевоеджре
Вілфрід Тевоеджре (20 вересня 1979) — бенінський плавець.
Учасник Олімпійських Ігор 2012 року.